# (7567) 1988 TC1
(7567) 1988 TC1 est un astéroïde de la ceinture principale découvert en 1988.

## Description
(7567) 1988 TC1 a été découvert le 13 octobre 1988 à Kushiro (Japon) par Seiji Ueda et Hiroshi Kaneda.

### Caractéristiques orbitales
L'orbite de cet astéroïde est caractérisée par un demi-grand axe de 2,31 UA, un périhélie de 1,98 UA, une excentricité de 0,14 et une inclinaison de 4,51° par rapport à l'écliptique. Du fait de ces caractéristiques, à savoir un demi-grand axe compris entre 2 et 3,2 UA et un périhélie supérieur à 1,666 UA, il est classé, selon la JPL Small-Body Database, comme objet de la ceinture principale.

### Caractéristiques physiques
(7567) 1988 TC1 a une magnitude absolue (H) de 14,2 et un albédo estimé à 0,309.